# Trompe-oreilles
Un trompe-oreilles ou trompe-oreille est une phrase difficile à comprendre, souvent formée de monosyllabes, qui donne l’impression d’être en langue étrangère ou d’avoir une autre signification. Elle occasionne une satiation sémantique.

## Exemples
- « Le mur murant Paris rend Paris murmurant »[1]
- « Chat vit rôt. Rôt tenta chat. Chat mit patte à rôt. Rôt grilla patte à chat »[2]
  - autres versions :
    - « Chat vit rôti. Rôti tenta chat. Chat mit patte à rôti. Rôti brûla patte à chat. Chat lâcha rôti. »
    - « Rat vit rôt. Rôt tenta rat. Rat mit la patte à rôt. Rôt brûla patte à rat. Rat secoua patte et quitta rôt. »
    - « Chat vit rôt. Rôt tenta chat. Chat mit patte à rôt. Rôt brûla patte à chat. Chat lécha patte et quitta rôt. »
    - « Rat vit rôt. Chat vit rat. Rôt tenta rat. Rat tenta chat. Rat mit patte à rôt. Chat mit patte à rat. »
- « — Y a pas d'hélice, hélas !
— C’est là qu'est l'os... »[3]
- « (...) — L’ouïe de l’oie de Louis a ouï. — Ah oui ? Et qu’a ouï l’ouïe de l’oie de Louis ? — Elle a ouï ce que toute oie oit... — Et qu’oit toute oie ? — Toute oie oit, quand mon chien aboie, le soir au fond des bois, toute oie oit : ouah ! ouah !, qu’elle oit, l’oie ! (...) »[4]
- « Dis, à m'aimer consens, va ! »[5]
- « Fatoumata, elle t'a maté, dès que t'as tenté de la tâter »[6]
- « T'as tiqué quand Katie t'a quitté »[7].
- « La vie c'est apprécier la vue, après scier la branche »[8].
- « Mes mensonges c'est vérité, sévérité même en songe » [9].
- « Ver n’a os,
rat a patte et os,
pie a haut nid,
caille a bas nid »[10].
- « À l'étranger, j'ai mangé des mets locaux »
(« l'interlocuteur comprend « des mélocos » et demande ce dont il s'agit »)[11]
- « C'est assez, dit la baleine, je me cache à l'eau car j'ai le dos fin. »
(« Cétacé, dit la baleine, je me cachalot car j'ai le dauphin »)
- "Un peuplier peu plié peut plier davantage"

- « Gales, amant de la reine, à l'atour magnanime, galamment de l'arène à la tour Magne, à Nimes »
- « Ta quéquette a raté t'as qu'à rattaquer »
- « Si six cents sangsues sont sur son sein sans sucer son sang, ces six cents sangsues sont sans succès »
  - variante : « si six cent six sangsues sont sur son sein sans sucer son sang, ces six cent six sangsues sont sans succès »
- « Si ces six scies ci scient sans soucis ces six cyprès ci, ces six cent six scies ci scient sans soucis ces six cent six cyprès ci »
- « Il est honteux mais tentant de tenter de tâter à tâtons les tétés de tata quand tonton n'est pas là »

- « Le riz tenta le rat, et le rat tenté tâta le riz tentant »
- « Un rat passe, le gay part et Thor tue tout le monde »
- « S'est-on étonnés ? Où était-on ? Était-on à Paris ? Et n'a-t-on pas ri ? Ou t'es-tu tu ? »
- « Allez, va ! C’est ce qu’ils disent tous ! »
(prononcé : « alléva c’est c’qu’y disent tous »)
Ressemble à du latin : « Alevasesquidistus »[12]
- « Sous un arbre mare y’ ya,
La cane a bu, la pie n’osa. »
- « – Tes laitues naissent-elles, Estelle ?
– Oui, mes laitues naissent.
– Si tes laitues naissent,
 mes laitues naîtront. »
  - variantes :
    - « Estelle,
vos laitues naissent-elles ?
Si vos laitues naissent,
vos navets naissent. »
    - « Tes laitues naissent-elles ?
Oui, mes laitues naissent.
Si tes laitues naissent, mes navets naîtront.
Mes laitues naissent.
Vos laitues naissent-elles ?
Oui mes laitues naissent.
Quand vos navets naissent ? »
    - « Sous un chêne vert,
vos laitues naissent-elles ?
Si vos laitues naissent,
vos navets naissent. »
    - « Sous un arbre, vos laitues naissent-elles ?
(« Sous un arbre volais-tu Estelle »)
Si vos laitues naissent, vos navets aussi naissent ! »
    - « Tes laitues naissent-elles ?
– Oui mes laitues naissent.
– Si tes laitues naissent, tes radis naissent ! »
    - « À l'ombre d'un pommier,
vos laitues naissent-elles ?
Si vos laitues naissent,
mes laitues naîtront. »
    - « - Sous cet abri, vos laitues poussent-elles ?
- Non, mais là, mes navets naissent. »
    - « Sous les groseillers, vos laitues naissent-elles ?
Yes, mes laitues naissent.
Si vos laitues naissent, nos laitues naîtront. »
- « La pie niche haut.
L’oie niche bas.
Où l’hibou niche-t-il ?
L’hibou niche ni haut ni bas.
L'hibou niche pas. »
  - variantes :
    - « Pie a haut nid.
Caille a bas nid.
Rat a ni haut ni bas nid. »
    - « La pie niche haut,
L’oie niche bas.
Où niche l’hibou ?
L’hibou niche ni haut ni bas.
L’hibou niche là. »
    - « L'oie niche bas,
La pie niche haut.
Où niche l’hibou ?
L’hibou niche ni haut ni bas.
L’hibou niche pas. »
    - « La pie niche haut,
L’oie niche bas.
Où l’hibou niche?
L’hibou niche au bois,
Là où ni l'oie ni la pie (ne) nichent. »
    - « L'oiseau niche haut,
L’oie niche bas.
L’hibou niche ni haut ni bas?
Où niche l'hibou ?
Ni haut ni bas. »
    - « La pie niche haut l'oie niche bas 
la pie niche où l'oie niche pas. »
    - « Caille niche bas 
pie niche haut 
coucou niche ni haut ni bas. »
    - « Où l'hibou niche ? 
L'oie niche bas 
La pie niche haut 
Dans le trou l'hibou niche. »
    - « Pie niche haut,
Oie niche bas.
Où niche hibou ?
Hibou niche ni haut ni bas ; 
Hibou niche pas ! »
    - « La pie niche haut,
l’oie niche bas,
où niche l’hibou ?
L’hibou niche où niche la pie. »
    - « La pie niche haut,                               l’oie niche bas,                                mais où niche l’hibou ?
    - L'hibou niche ni haut ni bas,
    - L’hibou niche pas. »
- « – Qu’a bu l’âne au lac ?
– L’âne au lac a bu l’eau.
– L’âne a bu l’eau. »
  - variante : « – Qu'a bu l'âne au quai ? – Au quai, l'âne a bu l'eau. »
- « Six mules ont bu là. »
(« Simulonbula »)
- « La cavale au Valach avala l’eau du lac, et l’eau du lac qu’avala la cavale à Valach, lava la cavale au Valach. »
- « Latte ôtée, mur gâté, trou s’y fit, rat s’y mit, chat l’y vit, chat l’y prit ! »
  - variantes :
    - « Latte ôtée, trou s'y fit, rat s'y mit, trou bouché, rat crevé ! »
    - « Mur tomba, trou s’y fit, rat s’y mit ! »
    - « Latte ôtée, trou il y a. »
    - « Latte ôtée, trou il y a, chat passa, pie n’osa. »
    - « Latte ôtée, trou s’y fit, rat s’y mit, coq entra, taupe aussi, pie n’osa. »
    - « Latte ôtée, trou il y a, latte remise, trou il n’y a plus. »
prononcé : « Lat-ôtée trou y’a, lat-remis-trou y’a pu. »
- « Tas de riz, tas de rats.
Tas de riz tentant, tas de rats tentés,
Tas de riz tentant tenta tas de rats tentés,
Tas de rats tentés tâta tas de riz tentant. »
  - variante :
    - « Le riz tenta tant le rat tenté que le rat tâta le riz tentant. »
    - « Un tas de riz tenta le rat. Le rat tenté tâta le riz. »
- « – Le blé se moud-il, l’habit se coud-il ?
– Oui le blé se moud, l’habit se coud. »
(« Leblésmouti ? Labiscouti ? Oui, leblésmou, labiscou. »)
  - variantes :
    - « Le blé ou le mouton ? »
(« Le blé où le moud-on ? »)
    - « Habit s’coud-tu, grain s’moud-tu ? Habit s’coud, grain s’moud. »
    - « Dis l’ami, l’habit s’coud-t-il ? Si l’blé s’moud, l’habit s’coud ! »
- « Âne a gros os
Coq a p’tits os
Ver n’a pas d’os, don de li do »
- « Sol facile à cirer si la cire est dorée. »
prononcé comme une gamme : « sol fa si la si ré si la si ré do ré »
  - variantes :
    - « Domicile à sol facile à cirer, domicile adoré »
(« do mi si la sol fa si la si ré do mi si la do ré »)
    - « Domicile adoré, facile à cirer, facile à s’y mirer, si la cire est dorée. »
(« do mi si la do ré fa si la si ré fa si la si mi ré si la si ré do ré »)
- « Si Rémi l'a raide aussi, la femme irait dodo »
(« si ré mi la ré do si la fa mi ré do do »)
- « Un ver vert sur un verre vert, l’ami l’a mis là. »
- « Un ver vert part pour Anvers avec un verre en verre vert. »
- « Un papillon volage près d’une pie passa, mais la pie fut fort sage et n’happa pas l’appât. Quel bel appât que la pie n’happa pas ! »
- Variante: « Un hanneton volage Près d'une pie passa. Mais, comme elle était sage, Elle ne l'happa pas. » Moralité: « O le friand morceau Que la pie n'happa pas. »
- « Petit pêcheur part pour Paris, pour pêcher petit poisson pourri. »
- « Au bout du pont, la cane y coue [« couve » dans le Poitou], la poule y pond. »
- « Mon père est maire de Mamère et mon frère est masseur. »
(« Mon père est mère de ma mère et mon frère est ma sœur »)
- « Il vit le lit vide et le devint » [c.-à-d. livide].
- « Si ton tonton tond ton tonton, ton tonton tondu sera. »
- « Ton tonton tond ton tonton et ta tata tâta ta tata »
- « Tonton, d'après ton ton, tu aimes le thon quand on tond Ariston. »
- « Ton tonton te lit des Titeuf. »
- « Ôte ta gaine Berthe, que je tâte »[13]. Sonne comme le nom d'une ville allemande imaginaire : Ottaghen-Bertkestadt
  - variante : « Baisse ta gaine que je baise ta croupe »
- « S'casse la gueule en ski »[14]. ≃ Skasslagueulenski, nom supposément polonais.
- « Chie pas au lit va au pot »[15]. ≃ Chipaolivaopo, nom supposément chinois.
- « Il y a ma moto qui a des ratés »[16]. ≃ Yamamoto Kaderate, nom supposément japonais.
- « Y a ma moto qu'a capoté »
- « Raz du cul t'as qu'à tâter »[17].
- « L'eusses-tu cru que dans ma prison ma femme à manger m'apporte ? »
(« Lustucru que dans ma prison ma femme a mangé ma porte ? »)
- « L'eusses-tu cru mon ami quand ton père fut là peint il était trop homme de terre pour aimer l'état marin ? »
(« Lustucru mon ami, quand ton père fut lapin il était trop pomme de terre pour aimer les tamarins »)
- « Didon dîna, dit-on, du dos dodu d'un dodu dindon. »
  - variante : « Didon dîna, dit-on, de dix dos dodus de dix dodus dindons. »
- « Si six scies scient six cyprès, six cent six scies scient six cent six cyprès. »
  - variante : « Si six scies scient six saucisses, six cent six scies scient six cent six saucisses aussi. »
- « Ton thé t'a-t-il ôté ta toux? Oui, mon thé m'a ôté ma toux. »
  - variantes :
    - « Tonton, ton thé t'a-t-il ôté ta toux ? »
    - « Tonton, ton thé t’a-t-il ôté ta toux ? disait la tortue au tatou.
— Mais pas du tout, dit le tatou, je tousse tant que l’on m’entend de Tahiti à Tombouctou.
— Oui, mon thé m’a ôté ma toux. Si ton thé t’a ôté ta toux, mon thé m’ôtera ma toux ! »
    - « Ton thé t’a-t-il ôté ta toux, demanda le matou tout tatoué au toutou tout tondu. »
    - « Ton thé t'a-t-il ôté ta toux ? Non ! C’est mon matou qui la mata et m’ôta ma toux. »
- « On se revoit quand ? L'un dit lundi, je dis jeudi. Sam dit samedi ? Ça me dit, samedi ! »
- « Je suis chez la famille Creux mais je dois revenir. L'un dit mardi, mère Creux dit vendredi et je dis ça me dit dimanche ! »
- « Mat aima Tic. Hélas, Tic mourut. C'est ainsi que l'on peut dire : Mat aima Tic et l'aime en terre. »
(« Mathématiques élastique mourut - Mathématiques élémentaires. »)
- « Félix son porc tua. Sel n'y mit, ver s'y mit : porc gâta. »
- « Que lit Lili sous ce lilas-là ? Lili lit l'Iliade. »
- « Natasha n'attacha pas son chat Pacha qui s'échappa, cela fâcha Natasha qui chassa Pacha »
- « Ces cyprès sont si loin que d'ici on ne sait si c'en sont. »
- « Mes mémés m'aimaient mais pas papa ! »
(« mé mé mé mè mè mè pa pa pa »)
- « La commis Karima crame le kramik d'Ikram »
- « Ah ça les salauds, ça aiment les sales lolos et ça aiment saler l’eau. Comme seules ces sottes salopes aiment susurrer aux lobes de leurs hommes à l’aube d’une soirée arrosée au rosé en robes roses à motifs de roses »[18].
- « Deux dodos de dos à dos de dinos ados. »
- 2020, 21....quelle épique époque opaque !
- Que dit le shérif à Luna ? « Chérie, cher est le riz ! ». Luna surenchérit : « Je chéris le riz cher. ». Et le shérif a ri.
- "les otaries du zoo de Vincennes" ou "les eaux taries du zoo de Vincennes" ?
- « La cocotte Kiki dit à son amant Coco concasseur de cacao je voudrais un caraco kaki avec un col en caracu, ce coquin de marquis conquis par les quinquets coquets de la cocotte Kiki acquis un caraco kaki avec un col en caracu. Quand l'amant Coco vit la coquette cocotte Kiki avec un caraco kaki et un col en caracu, il en conclut qu'il était cocu. »[19]
- "Qui se soucie que cela se sache sans se soucier que cela soit"[20]
- "Ma maman m'aime et me ment. Ma mamie, même en m'aimant, me ment. Et ma momie m'aimait mais ma mémé l'a malmenée. Même mon ami me ment, même mon amant me nuit."